# Fred Evans
Fred Evans (ur. 4 lutego 1991) – walijski bokser, mistrz Europy.
Największym osiągnięciem zawodnika jest srebrny medal olimpijski zdobyty w 2012 roku oraz mistrzostwo Europy amatorów w 2011 roku w wadze półśredniej.